# Theridion cazieri
Theridion cazieri är en spindelart som beskrevs av Claude Lévi 1959. Theridion cazieri ingår i släktet Theridion och familjen klotspindlar. Inga underarter finns listade i Catalogue of Life.